# Armerad Betong Vägförbättringar AB

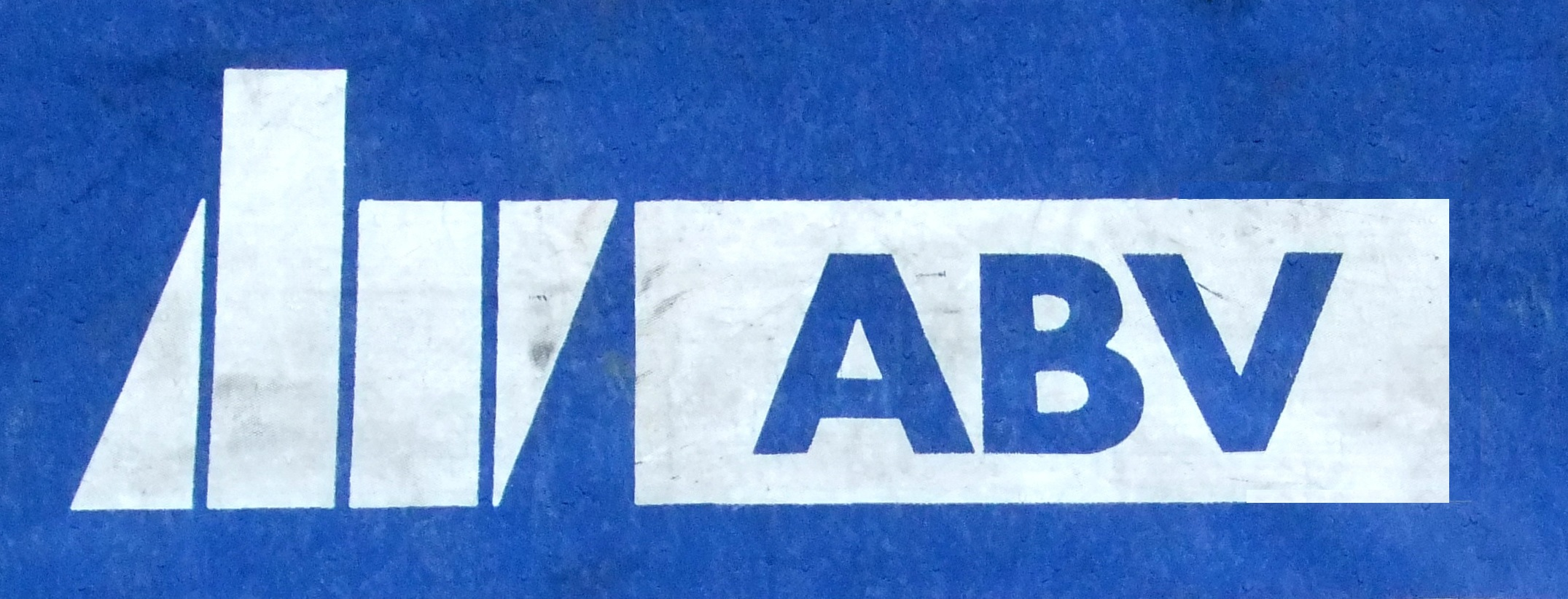
Logotyp

Armerad Betong Vägförbättringar AB (ABV), Solna, tidigare byggföretag, bildat 1976 genom samgående mellan AB Vägförbättringar (etablerat 1918) och AB Armerad Betong (etablerat 1916). 1988 förvärvades ABV av Nordstjernan-koncernen för att sammanslås med JCC (Johnson Construction Company) till NCC. ABV hade under sitt sista självständiga år 12 000 anställda.